# Pelourinho de Águas Belas
O Pelourinho de Águas Belas situa-se em Águas Belas no município de Ferreira do Zêzere, distrito de Santarém.
Está classificado como Imóvel de Interesse Público desde 1933.